# Bill Barazetti
Bill Barazetti (celým jménem Werner Theodore (Feodor) Barazetti) (1914, Aarau, Švýcarsko – 2000) byl švýcarský protinacistický aktivista, jeden z těch, kteří organizovali a dohlíželi na tzv. Kindertransporty židovských dětí z nacisty ovládaných území do Spojeného království v době před vypuknutím druhé světové války. Iniciátorkou záchranných transportů lidí ohrožených nacistickým režimem byla Doreen Warrinerová. Na těchto záchranných operacích se podíleli také Marie Schmolková, Nicholas Winton, Trevor Chadwick, Beatrice Wellingtonová, Josephine Pikeová, Bill Barazetti a další. Doreen Warrinerová jej považovala za svého užitečného spolupracovníka a cenila si na něm především jeho jazykové schopnosti, ale i skromnost a spolehlivost. Po odchodu Sira Nicholase Wintona z Prahy působil Bill Barazetti v Praze jako jeho pravá ruka. Byl to on, kdo také organizoval vlaky, dělal pohovory s rodinami a posílal Wintonovi detailní informace a fotografie každého dítěte. Od května 1939 do července 1939 opustily Prahu tři vlaky převážně židovských dětí (tzv. Kindertransporty) a díky komplikovanému systému falešných průkazů totožnosti, který vytvořil Bill Barazetti, se přes Holandsko dostaly až do Londýna. V roce 1993 udělila Billu Barazettimu instituce uchovávající vzpomínky na mučedníky a hrdiny holokaustu – Jad vašem – nejvyšší vyznamenání Spravedlivý mezi národy. 

## Život

### Léta 1933 až 1937
Bill Barazetti se narodil v roce 1914 ve švýcarském kantonu Aargau ve městě Aarau jako syn švýcarského profesora francouzštiny na univerzitě v Heidelbergu. V roce 1933, kdy byl Adolf Hitler jmenován kancléřem, studoval (tehdy devatenáctiletý) Barazetti práva  na univerzitě v Hamburku. Zde se stal svědkem incidentu, při němž nacističtí násilníci zmlátili židovské, socialistické a komunistické studenty a akademiky v univerzitním areálu.  Tehdy se rozhodl, že bude pomáhat členům těch skupin, které byly režimem považovány za nežádoucí, aby uprchli z Německa. Jedním z jeho spolupracovníků, kteří mu pomáhali splnit tento cíl byla Anna (* 1912, rozená Strassbergerová), idealisticky smýšlející studentka z českých Sudet, která v té době kurýrem do tisku v Londýně poslala fotografie nacistických výcvikových táborů a pracovních táborů, jenž překotně vznikaly. Její identita byla odhalena, ale Anně se podařilo proklouznout přes českou hranici, která se nacházela poblíž jejího domova. V roce 1934 se Barazetti rozhodl přestěhovat do Československa, kde ho česká tajná služba přijala do funkce zpravodajského důstojníka. Barazetti se vrátil do oblasti Hamburku jako špión. Po roce Němci odhalili jeho identitu a členové ozbrojené organizace NSDAP Schutzstaffel (SS) se jej pokusili zatknout. Barazetti tento plán objevil včas, podařilo se mu zfalšovat vlastní smrt a uniknout do Polska, kde si změnil identitu.
Gestapo však dostihlo Barazettiho, který se také snažil uniknout po stejné trase, kterou použila Anna. Na hranicích byl zatčen, zbit až téměř k smrti a ponechán svému osudu. V žalostném stavu jej na německo-české hranici našla Anna, odvedla jej domů a starala se o něj, dokud se neuzdravil. V roce 1936 se s ní Barazetti oženil a získal české občanství. Mladí manželé se přestěhovali do Švýcarska, kde se jim v roce 1937 narodil syn Nicholas. Barazetti chtěl pokračovat v boji proti nacizmu a rozhodl se poslat Annu se svým synem Nicholasem do jejího domova v Československu. V Polsku si opatřil falešný pas a vrátil se do Prahy.

### Po Mnichovu v Praze
Bill Barazetti fungoval až do Mnichovské dohody (konec září 1938) jako dokonalý český agent, překračoval hranice do Německa, navštěvoval velmi citlivé pohraniční oblasti a přinášel odtamtud zprávy o Hitlerových plánech na agresi. Po Mnichovu Bill Barazetii v Praze spolupracoval s církevními charitativními organizacemi, kterým pomáhal zvládat nápor uprchlíků, jenž proudily do Československa po anšlusu Rakouska.  Tyto uprchlíky pomáhal přesunovat do Anglie a do Skandinávie. 

### Nicholas Winton
Když britský makléř Nicholas Winton rozhodl o urgentnosti a naléhavosti evakuace dětí z Československa, byl mu Barazetti doporučen jako vhodný spolupracovník pro tyto akce. Krátce před tím, než Němci v březnu 1939 vpadli do Prahy se Winton vrátil do Anglie, kde získával finanční prostředky, zabýval se zajišťováním víz a náborem pěstounských rodin pro každé z evakuovaných dětí. Mezitím hledaný Bill Barazetti pod smyšleným jménem v Praze zařizoval vše potřebné. Byl hybnou silou při tzv. Kindertransportech a během této činnosti musel zachovávat i základní pravidla konspirace: místo jména používal přezdívky a často střídal adresy svého pobytu s tím, že bydlel střídavě u rodin, jejichž dětem pomáhal dostat se do bezpečí. Organizoval vlaky, dělal pohovory s rodinami a Wintonovi do Anglie pak posílal podrobnosti o každém evakuovaném dítěti včetně jeho fotografie. Obstarávání víz z Anglie bylo často zdlouhavé. Barazetti získal v Praze přístup do židovské tiskárny, kde vytvářel falešné doklady, které pak předkládal německým úřadům. Když první vlak dorazil do Holandska, byla pravá víza připravena k předání dětem ve vlaku. Dokonce se Barazettimu podařilo falešná víza dostat zpět do Prahy a znovu je použít. Během jara a léta roku 1939 se takto podařilo odbavit z Prahy celkem tři vlaky. Čtvrtý vlak, vypravený v předvečer vypuknutí druhé světové války už ale do Holandska nikdy nedorazil.

### Odchod do Anglie
V srpnu roku 1939 se Barazetti vrátil do Británie a následně byl zaměstnán ve válečné kanceláři, která vyslýchala zajaté německé piloty. Do konce druhé světové války působil Barazetti u MI 19. Po druhé světové válce pracoval v OSN v sekci, která zakládala vládní organizace v různých nově nezávislých zemích, zejména v Indii. V roce 1953 byl Barazetti naturalizován jako britský občan. Barazetti strávil zbytek života v Británii. V důchodu žil Barazetti ve zchátralém mlýnském domě z 16. století v Hornchurchu v anglickém hrabství Essex, kde začal pracovat na Masarykově biografii, ale zdravotní důvody mu zabránily v jejím dokončení.

## Bill Barazetti a Kindertransporty (odhalení)
Role Billa Barazettiho v organizování Kindertransportů nebyla prakticky až do roku 1990 vůbec známa. Více informací přinesl až nekrolog uveřejněný po jeho smrti v roce 2000 v britském národním deníku The Times.
Po celý dlouhý čas byl příběh a role Billa Barazettiho v Kindertransportech ve světě zcela neznámými. Úloha Barazettiho vyšla najevo o mnoho let později, když se Brazetti stal pokladníkem mezinárodní spisovatelské společnosti PEN. Stalo se to na PEN konferenci v Holandsku v Maastrichtu v roce 1989, když Barazetti zapředl hovor v angličtině s jedním izraelským návštěvníkem. Během hovoru postřehl, že dotyčný hovoří anglicky se silně německým přízvukem. Na přímý dotaz izraelský návštěvník uvedl, že přijel do Anglie Kindertransportem z Berlína. Barazetti odvětil, že o Kidertransporech z Prahy něco ví, neboť se na nich tak trochu podílel.
Oním izraelským návštěvníkem byl jistý Marduch Segal, přítel Hugo Maroma. (viz dále) O svém setkání s Barazettim v Holandsku se Marduch Segal zmínil ještě v roce 1989 před Hugo Maromem, ale s tím, že na něj Barazetti působil dojmem „bývalého gestapáka“. Hugo Marom informoval izraelskou zpravodajskou službu ve smyslu, že v Evropě žije nějaký Bill Barazetti, kterého nikdo nezná, ale tvrdí, že měl něco společného s kindertransporty z tehdejšího Československa. O něco později se Hugo Maromovi dostal do ruky okopírovaný Wintonův starý deník, kde bylo jméno Billa Barazetti uvedeno s tím, že jde o spolehlivého a zkušeného člověka. Hugo Marom ihned sdělil tuto skutečnost izraelské tajné službě.
Nakonec tedy bylo „italsky znějící příjmení“ Barazetti vystopováno a ztotožněno díky deníkům Sira Wintona, které nedlouho před tím pročítala organizátorka konfernece o holokaustu Dr. Elisabeth Maxwell. V těchto denících, jejichž kopie má v držení jeruzalémský ústav paměti holokaustu (the Jerusalem Holocaust memorial institute) – Yad Vashem – poznamenal Winton, že po jeho odchodu z Prahy ležela tíže organizací Kindertransportů na Barazettim. Později se podařilo vyhledat Barazettiho v Anglii, pozvat jej do Izraele a představit v Jad vašem. Dne 27. října 1993 udělila instituce uchovávající vzpomínky na mučedníky a hrdiny holocaustu – Jad vašem – Billu Barazettimu nejvyšší vyznamenání Spravedlivý mezi národy.

## Dovětek
Ve svých vzpomínkách uvedl Hugo Marom, který pomáhal Dr. Elisabeth Maxwell v jejím úsilí najít svého „zachránce“, na adresu Billa Barazettiho: „Ale museli jsme z něj ten jeho příběh vytáhnout. Nechtěl mluvit o svých zkušenostech.“